# Королево (Кирилловский район)
Королево — деревня в Кирилловском районе Вологодской области.
Входит в состав Чарозерского сельского поселения, с точки зрения административно-территориального деления — центр Печенгского сельсовета.
Расстояние до районного центра Кириллова по автодороге — 111,9 км, до центра муниципального образования Чарозера по прямой — 22 км. Ближайшие населённые пункты — Козлово, Шухтино, Мережино, Русино, Бархатово, Ефремовская, Левково, Степачево, Воронино, Васюково, Семеновская, Рыбацкая.
По переписи 2002 года население — 5 человек.